# Kālmarz
Kālmarz (persiska: کالمرز) är en ort i Iran.   Den ligger i provinsen Gilan, i den norra delen av landet, 230 km nordväst om huvudstaden Teheran. Antalet invånare är 348.
Terrängen runt Kālmarz är mycket platt. Runt Kālmarz är det ganska tätbefolkat, med 155 invånare per kvadratkilometer. Närmaste större samhälle är Rasht, 17,2 km väster om Kālmarz. Trakten runt Kālmarz består till största delen av jordbruksmark.